# Anastasia Ailamaki
Anastasia Ailamaki (Chipre ,1969) es catedrática de informática griega de la Escuela Politécnica Federal de Lausana (Suiza) y directora del Laboratorio de Aplicaciones y Sistemas de Datos Intensivos (DIAS).

## Trayectoria
Anastasia Ailamaki estudió Informática en la Universidad de Patras, obtuvo un máster en la Universidad Técnica de Creta, un segundo diploma en la Universidad de Rochester y en el año 2000 se doctoró en Informática por la Universidad de Wisconsin-Madison.
Comenzó su carrera profesional como profesora asociada de informática en la Escuela de Informática de la Universidad Carnegie Mellon y en 2005 formó parte del equipo de investigación de Alfred P. Sloan. Los intereses de investigación de Anastasia Ailamaki se centran en el amplio campo de los sistemas y aplicaciones de bases de datos, con énfasis en el comportamiento de los sistemas de bases de datos en hardware de procesadores y discos modernos. Es cofundadora de RAW Labs SA, una empresa suiza que desarrolla infraestructuras de análisis en tiempo real para macrodatos heterogéneos.
Miembro del IEEE y de la ACM, y de la Academia Europaea, pertenece a la Red de Expertos del Foro Económico Mundial y es mentora del CRA-W. Miembro sénior del Instituto de Ingenieros Electricistas y de Electrónica y vicepresidenta de la cátedra del Grupo de Interés Especial de Administración de Datos (SIGMOD) dentro de la Asociación de Maquinaria de Computación. En 2015 fue nombrada miembro de la Asociación de Maquinaria de Computación "por contribuciones al diseño, implementación, y evaluación de sistemas de base de datos moderna.
Anastasia Ailamaki es también autora de más de 200 artículos revisados por pares publicados en revistas como la Conferencia en Búsqueda de Sistemas de Dato Innovadora, VLDB, SIGMOD, ACM Transacciones encima Sistemas de Base de datos y muchos otros. De 2001 a 2011 fue galardonada con siete Premios por Mejores Artículos y tiene un índice h de 43.

## Premios y reconocimientos
Ha recibido diez premios al mejor artículo y a la mejor demostración y ha sido galardonada con distintos premios y reconocimientos
- En 2019 premio SIGMOD Edgar F. Codd Innovations Award que  se concede por contribuciones innovadoras y altamente significativas de valor duradero al desarrollo, la comprensión o el uso de sistemas de bases de datos.[9]

- En 2018 premio NEMITSAS de Informática: el presidente de la República de Chipre, en nombre de la Fundación Takis y Louki Nemitsas, entrega el Premio Nemitsas a un galardonado por contribuciones en su campo científico que hayan sido reconocidas a nivel internacional.[10]
- Miembro del IEEE (desde 01/2018): "Por contribuciones a los sistemas de bases de datos conscientes del hardware y a la gestión de datos científicos".[11]
- ACM Fellow (desde 01/2015): "Por contribuciones al diseño, implementación y evaluación de sistemas de bases de datos modernos".[12]
- En 2013 recibió un ERC Consolidator Award por el proyecto ViDa: Transforming raw data into information through virtualization.
- En 2007 le otorgaron el Premio Investigador Joven por la Fundación de Ciencia europea.